# Жаворонков Валерій Павлович
Вале́рій Па́влович Жа́воронков (нар. 13 березня 1940, село Мукша-Боришковецька, нині Кам'янка Кам'янець-Подільського району Хмельницької області — 2 жовтня 2016) — український графік і педагог. Член Національної спілки художників України від 1971 року. Заслужений працівник культури України (2006).

## Життєпис
Валерій Жаворонков народився 13 березня 1940 року в селі Мукша-Боришковецька (нині Кам'янка Кам'янець-Подільського району Хмельницької області) в сім'ї селян. Початкову освіту здобув у рідному селі. 1957 року закінчив середню школу в Кам'янці-Подільському.
У 1957—1962 роках навчався на відділі художнього килимарства Вижницького училища прикладного мистецтва в Чернівецькій області. Серед його педагогів був живописець Яків Очеретько. Після закінчення училища Жаворонков працював у 1962—1967 роках учителем малювання і креслення середніх шкіл № 1 і № 2 у Вижниці.
Від 1962 року навчався заочно на відділі оформлення друкованої продукції (графіки) Українського поліграфічного інституту імені Івана Федорова у Львові (нині Українська академія друкарства). Закінчив інститут 1968 року. Педагоги з фаху — Валентин Бунов, Ростислав Сильвестров.
Від 1967 року працював викладачем рисунку і живопису Вижницького училища прикладного мистецтва (нині Вижницький коледж прикладного мистецтва імені В. Ю. Шкрібляка). Був директором (у 1981—1985 роках), заступником директора цього навчального закладу.
23 березня 2006 року надано звання «Заслужений працівник культури України» — за вагомий особистий внесок у розвиток національної культури і мистецтва, вагомі творчі здобутки і високий професіоналізм .
Працював в Чернівецькому національному університеті імені Юрія Федьковича заступником декана факультету образотворчого та декоративно-прикладного мистецтва .
Під час Виборів Президента України 2010 року підписав «Звернення лідерів регіональних еліт, представників інтелігенції та ділових кіл Львівської, Івано-Франківської, Тернопільської, Рівненської, Волинської, Чернівецької, Закарпатської областей до українських політиків національно-патріотичного табору в зв'язку із президентськими виборами» з підтримкою кандидатури Юлії Тимошенко .

## Родина
- Дружина — Шульженко Галина Якимівна.
- Донька — Дутка-Жаворонкова Вікторія Валеріївна.
- Син — Жаворонков Павло Валерійович.

## Вчитель
Навчаючись у Кам'янець-Подільській школі його вчителем малювання був Грен Олександр Львович — український художник. Як згадував Валерій Павлович: «Одного разу Грен Олександр Львович запросив мене до своєї майстерні. Там я побачив його картини та був вражений тим, як майстерно вони написані. Грен Олександр Львович вчив мене правильно бачити натуру, відчувати її, вміти виділяти головне та узагальнювати зображення. Картини Грена Олександра Львовича мали надзвичайно великий вплив на мене, як на майбутнього художника.»

## Творчість
Працював у галузі станкової графіки та малярства, в жанрі пейзажу.
1980 року твори Валерія Павловича були представлені в Бельцах, Кишиневі, Рязані та Сучаві.
Художник є учасником міжнародних виставок (Румунія, Польща, Чехословаччина). Двічі (1970 та 1997) відбулися персональні виставки в Чернівцях. Твори зберігаються у Чернівецькому художньому музеї, Хмельницькому обласному художньому музеї , Луганському обласному художньому музеї («Док»[недоступне посилання з липня 2019], «Гомін Карпат»[недоступне посилання з липня 2019]) .

## Графіка (1960-1980).
Ранній період творчості Валерія Жаворонкова тісно пов'язаний з його навчанням в Українському поліграфічному інституті імені Івана Федорова, а саме його дипломною роботою — ілюстрації до твору М. Коцюбинського «Fata morgana» в техніці ліногравюра. В період з 1960 по 1980 роки Валерій Жаворонков створив чисельну колекцію із близько п'ятисот унікальних графічних робіт в таких техніках як, ліногравюра, ксилографія, гравюра на картоні, акватуш та перовоа графіка. У 1965 році вперше виставив свої твори на обласній виставці у Чернівцях. З 1967 року постійно брав участь у республіканських та Всесоюзних виставках. У 1967 році Валерія Жаворонкова нагороджено бронзовою медаллю лауреата Всеукраїнського конкурсу самодіяльного мистецтва.

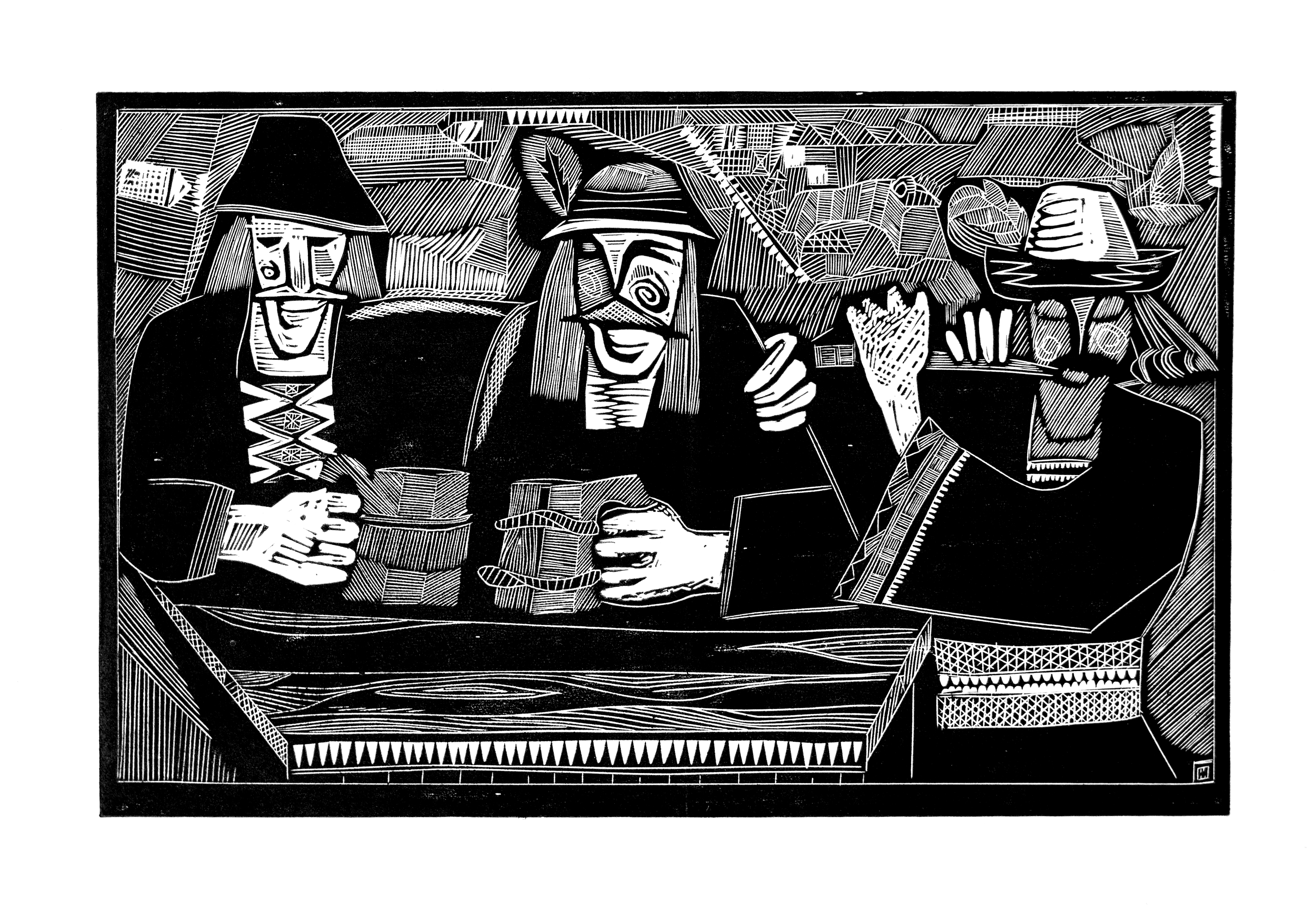
"Друзі" ліногравюра, 1969 р. 26 х 12 см.

## Основні твори
- «Замаїло» (1969),
- «Обід лісорубів», «Льон» (1970),
- «В гості», «Повернення з поля» (1971),
- «Гомін Карпат» (1971),
- рафічна серія «Буковина трудова», «Плотогони», «Майстри», «Молоді» (1972), г
- «Портрет Кармалюка» (1978),
- «Зимка», «Зимова казка» (1979),
- «Зима в Карпатах», гобелен «Навіки разом» (1979),
- «На току» (1984),
- «Портрет дівчини», «Буковинська осінь» (1985),
- «Буковинська сюїта» (1986),
- «Двоє» (1998),
- серії пейзажів «Карпатська сюїта» (1980—1990).

## Цікаві факти
- У 2012 році Валерій Павлович подарував місту Вижниця близько 30 авторських робіт. На сьогодні ці роботи перебувають у виставковому залі «Будинку художника» за адресою: місто Вижниця, вулиця Українська, 1.
- Розробив герб та прапор Вижницького району.
- Розробив герб міста Вижниця.

### Довідники
- Мальцева В., Барабанова В. Довідник членів Спілки художників СРСР по Українській РСР. — К., 1986. — С. 65.
- Жаворонков Валерій // Митці Буковини: Енциклопедичний довідник / Автори-упорядники Т. Дугаєва, І. Міщенко. — Т. 1. — Чернівці, 1998. — С. 42.
- Жаворонков Валерій // Іванюк Михайло. Літературно-мистецька Вижниччина: Біобібліографічний довідник. — Вижниця: Черемош, 2001. — С. 62—63.
- Жаворонков Валерій Павлович // Богайчук М. А. Література і мистецтво Буковини в іменах: Словник-довідник. — Чернівці: Букрек, 2005. — С. 95.
- Жаворонков Валерій Павлович // Довідник Національної спілки художників України. — К.: Національна спілка художників України, 2005. — С. 495.
- Подписи и монограммы художников Украины: Справочник. — Харьков, 2005. — С. 129.
- [Валерій Жаворонков] // Пам'ятаймо! (Знаменні та пам'ятні дати Буковини в 2010 році): Бібліографічний покажчик / Автори-укладачі О. О. Гаврилюк, Ю. В. Боганюк. — Чернівці: Книги — ХХІ, 2009. — С. 97—99.

### Каталоги виставок
- Всесоюзная виставка произведений самодеятельных художников и народных мастеров: Каталог. — Москва, 1967. — С. 142.
- Обласна художня виставка «40 років визволення Радянської Буковини від німецько-фашистських загарбників»: Каталог. — Чернівці: Облполіграфвидав, 1986.
- Обласна художня виставка, присвячена 150-річчю Ю. Федьковича: Каталог. — Чернівці, Облполіграфвидав, 1986.
- Жаворонков В. П. Каталог творчих робіт «Карпати — любов моя». — Чернівці, 1997.

### Публікації в журналах і газетах
- Афанасьєв В. Натхненні партією // Образотворче мистецтво. — 1971. — № 8. — С. 6.
- Валігура К. Уславлення подвигу // Радянська Буковина. — 1975. — 18 червня.
- Зелененька О. Фото // Радянська Україна. — 1979. — 6 січня.
- Емблемою фестивалю ім. Н. Яремчука [став сувенір М. Костриби та В. Жаворонкова і ювілейна медаль] // Вижницькі обрії. — 2000. — 10 березня (№ 99—100). — С. 2.
- Гусар Ю. «Карпати — любов моя» / Юхим Гусар // Буковинське віче. — 2010. — 3 березня (№ 16). — С. 4.